# Угоди Артеміди
Угоди Артеміди (англ. Artemis Accords) — це міжнародні угоди між урядами країн-учасниць щодо програми «Артеміда» про принципи співпраці у цивільних дослідженнях та використанні Місяця, Марса, комет і астероїдів у мирних цілях і заснована на Договорі про космос від 1967 року.
Угоди були підписані 13 жовтня 2020 року директорами восьми національних космічних агентств: США, Австралії, Канади, Японії, Люксембургу, Італії, Великої Британії та Об'єднаних Арабських Еміратів. Україна та Бразилія підписали їх пізніше, у 2020 році.

## Історія

Країни, що підписали Угоди Артеміди

Угоди виникли в рамках однойменної програми «Артеміда», американського плану, запущеного у 2017 році, щоб відправити першу жінку та наступного чоловіка на Місяць до 2024 року. Керівник NASA Джим Брайденстайн заявив, що угоди мали на меті створити єдиний набір керівних принципів для країн, щоб уникнути потенційних конфліктів або непорозумінь у майбутніх космічних зусиллях; уряди, які підпишуть угоди, можуть офіційно взяти участь у програмі Artemis.
Угоди були розроблені NASA у співпраці з Державним департаментом США та нещодавно відновленою Національною радою з космосу; проєкт був наданий кільком урядам для консультацій, перш ніж остаточний документ було оголошено в травні 2020 року.
13 жовтня 2020 року “Угоди Артеміди” були підписані директорами національних космічних агентств США, Великої Британії, Австралії, Канади, Японії, Люксембургу, Італії та ОАЕ на спеціальній церемонії. Голова Національного космічного агентства України підписав ці угоди через місяць після цього, Україна стала 9-ю країною, що приєдналась до Угод.
Станом на липень 2022 року “Угоди Артеміди” були підписані 21 державою планети Земля.
30 травня 2023 року, керівник NASA Білл Нельсон підписав “Угоди Артеміди” з міністром науки Іспанії Дайаною Морант. За його словами, станом на травень 2023 року, до цієї Угоди входять 25 країн. Нельсон також заявив, що «Угода Артеміди» створена для того, щоб не було єдиної країни, яка отримала б виняткові права на космічний простір, зокрема Місяць і ресурсів на ній, і не допускала б інші країни. Нельсон стурбований намірами Китаю освоювати Місяць, оскільки Китай не входить до країн-учасниць «Угоди Артеміди», тому він вважає, що Піднебесна претендуватиме на території Місяця та воду на супутнику Землі.

## Угоди
Заявлена мета “Угоди Артеміди” полягає в «забезпеченні оперативного виконання важливих зобов'язань, що містяться в Договорі про космічний простір та інших документах». Вони вводяться в дію низкою двосторонніх угод між сторонами, що їх підписали. Серед положень зафіксованих в угодах:
- Підтвердження, що спільна діяльність за цими Угодами повинна здійснюватися виключно в мирних цілях і згідно з відповідним міжнародним правом;
- Підтвердження зобов'язання прозорості та обміну науковою інформацією, що відповідає статті XI Договору про космічний простір;
- Заклик до зобов'язання докласти розумних зусиль для використання сучасних стандартів сумісності для космічної інфраструктури та встановити такі стандарти, якщо вони ще не існують або є неадекватними;
- Заклик до зобов'язання докласти всіх розумних зусиль для надання необхідної допомоги персоналу у космічному просторі, який переживає лихо та відповідно до своїх зобов'язань за Угодою про порятунок астронавтів[en];
- Уточнення зобов'язень, накладених Конвенцією про реєстрацію об'єктів, запущених в космос;
- Заклик до зобов'язання до публічного обміну інформацією про свою (космічну) діяльність та відкритого обміну науковими даними. Роблячи це, підписанти погоджуються координувати дії один з одним, щоб забезпечити належний захист будь-якої пропієтарної та/або export-controlled інформації, і це положення не поширюється на операції приватного сектора, якщо вони не здійснюються від імені підписанта;
- Включення угоди про збереження космічної спадщини, яка, на думку підписантів, включає в себе історично значущі місця посадки людей або роботів, артефакти, космічні кораблі та інші докази діяльності, а також сприяння міжнаціональним зусиллям з розробки практик і правил для цього;
- Включення домовленості про те, що видобуток та використання космічних ресурсів має здійснюватися у спосіб, що відповідає Договору про космос та на підтримку безпечної та стійкої діяльності. Сторони, що підписали, підтверджують, що видобуток за своєю суттю не буде національним привласненням, яке заборонено Договором про космос. Вони також висловлюють намір зробити внесок у багатосторонні зусилля з подальшого розвитку міжнародної практики та правил з цього питання;
- Підтвердження зобов'язання щодо положень Договору про космос, що стосуються належної уваги та шкідливого втручання в діяльність інших держав, а також зобов'язання надавати інформацію щодо розташування та характеру космічної діяльності. Підписанти висловлюють намір сприяти багатостороннім зусиллям щодо подальшого розвитку міжнародної практики, критеріїв і правил для забезпечення цього. Для реалізації цього Угоди передбачають оголошення «зон безпеки» окремого суб'єкта, де операції інших або аномальна подія можуть обґрунтовано спричинити шкідливі перешкоди. Розмір і масштаби цих безпечних зон повинні ґрунтуватися на характері та середовищі залучених операцій і визначатися в розумний спосіб із застосуванням загальноприйнятих наукових та інженерних принципів. У межах своїх зон безпеки підписанти зобов'язуються поважати принцип вільного доступу інших до всіх зон небесних тіл та всі інші положення Договору про космос;
- Зобов'язання зменшити й обмежити утворення нового шкідливого космічного сміття під час звичайних операцій, зупинки експлуатації космічної техніки чи після виконання польотів та аварій.